# Михайло Сигізмундович
Михайло Сигізмундович (також Михайлушко, католицьке ім'я — Болеслав, 1380-і — 1451/52) — литовський князь з династій Гедиміновичів, син великого князя литовського Сигізмунда Кейстутовича, князь стародубський та брянський (1432—1445).

## Біографія

### Молоді роки
З 1390 року разом з батьком та іншими знатними литовськими аристократами перебував як заручник у володіннях Тевтонського ордену. Коли Вітовт не дотримався своїх обіцянок тевтонцям та уклав з Ягайлом Острівську угоду в 1392 році Михайла разом з іншими заручниками кинули до темниці.
У 1398 році повернувся до Великого князівства Литовського та одружився з Анною, дочкою плоцього князя Земовита IV. У 1427-1429 роках перебував при дворі великого магістра Тевтонського ордену.

### За правління батька
З 1432 року, коли його батько зайняв великокнязівський престол, перебував при ньому. Також командував військами, які діяли проти Свидригайла Ольгердовича у боротьбі за владу у Литві.
У 1435 році литовські армії під командуванням Михайла здолали Свидригайла у битві під Вількомиром. Після цього він зайняв Оршу та взяв в облогу Вітебськ і Полоцьк. Під час правління батька також отримав у володіння Слуцьк, Слонім, Ховхлу та землі на Підляшші.
Після вбивства Сигізмунда у червні 1440 року частина литовських феодалів, головним чином в Жемайтії підтримали кандидатуру Михайла Сигізмундовича на великокнязівський трон. Проте великим князем було обрано Казимира Ягеллона. Згідно з «Хронікою Биховця» Казимир, вступаючи на престол, дарував Михайлу Більськ, Брянськ, Сурож, Клецьк, Койданаву та Стародуб.

### Повстання
Перебуваючи у Клецьку Михайло Сигізмундович задумав змову проти Казимира з метою захоплення влади у Великому князівстві, яка була розкрита. За іншими джерелами, Михайло виїхав до свояків у Мазовію за підтримкою у боротьбі з Казимиром. Звідти вирушив до Молдови і потім до хана Золотої Орди, Саїд-Ахмада. На початку 1449 року разом з татарськими військами на короткий час захопив Сіверщину та Київ. Після невдачі шукав підтримки у Москві, де його ув'язнили та пізніше отруїли.
Зі смертю Михайла чоловіча лінія потомків Кейстута перервалась.

## Сім'я
Михайло Сигізмундович мав щонайменше двох дружин, а найбільш ймовірно — трьох, усі вони були мазовецькими князівнами. Дітей у Михайла не було. Дружини:
- Анна (?—до 1435(?)), дочка плоцького князя Земовита IV і Олександри Ольгердівни.
- Євфимія (?—1436) — дочка Болеслава Янушовича з мазовецьких князів і Анни Федорівни Ратненської, внучка князя варшавського Януша Старшого; шлюб відбувс у 1435 році, проте вже через рік Євфимія померла.
- Катерина (?—1475) — дружина з 1439 року, молодша дочка Земовита IV.